# Região de Planejamento dos Imigrantes
Criada pela Lei Complementar nº 108 de 21 de novembro de 2007 (Lei de Nova Regionalização do Estado do Maranhão), a Região de Planejamento dos Imigrantes foi criada através do desmembramento de municípios que antes faziam parte da Região de Planejamento do Mearim e da Região de Planejamento do Médio Mearim, estas duas tendo como sede as cidades Bacabal e Pedreiras, respectivamente. Os municípios de Paulo Ramos e Marajá do Sena foram desmembrados daquela primeira região, enquanto os municípios de Lago da Pedra, Lago do Junco, Lago dos Rodrigues e Lagoa Grande do Maranhão, desmembrados da segunda.
Por suportar o maior contingente populacional da nova região, à cidade de Lago da Pedra foi dado o status de cidade-polo. É uma região de transição entre as Mesorregiões do Oeste Maranhense e Centro Maranhense. A Região Administrativa compreende quatro municípios da Microrregião de Pindaré (Lago da Pedra, Lagoa Grande do Maranhão, Marajá do Sena e Paulo Ramos) e dois municípios da Microrregião do Médio Mearim (Lago do Junco e Lago dos Rodrigues). A região possui municípios tanto com DDD 98 quanto com 99, sendo Paulo Ramos e Marajá do Sena DDD 98 e o restante dos municípios, DDD 99.
Com o segundo maior contingente populacional da região (superada apenas por Bacabal) e terceira maior área territorial (atrás de Bacabal e Marajá do Sena), Lago da Pedra é o maior polo comercial, financeiro e de serviços da nova Região de Planejamento. Aliás, a nova região já nasceu com índices muito baixos no que diz respeito a IDH, educação, saúde, saneamento básico e renda.
Fazem parte desta Região de Planejamento as cidades de Marajá do Sena e Lagoa Grande do Maranhão, municípios que comumente figuram na lista dos mais pobres do país, sendo citados também em relatórios de cidades com menor renda per capta e alto índice de analfabetismo. Este último sendo uma das maiores mazelas da região.
Algumas cidades da região sofrem há décadas com o declínio populacional devido à migração para as mais diversas regiões do Brasil, além de emigração para países como Guiana, Suriname e Guiana Francesa (departamento ultramarino francês localizado ao norte da América do Sul).
Por conta da falta de mão de obra qualificada, a região é carente de grandes investimentos e, ao mesmo tempo, grande exportadora de trabalhadores informais e braçais, como é o caso de garimpeiros. O garimpo, aliás, é um meio de trabalho perigoso e bastante nocivo à saúde humana, devido aos produtos químicos utilizados durante o processo de mineração (como o mercúrio, por exemplo), além da exposição à doenças infecto-parasitárias como a malária. É, ainda, perigoso do ponto de vista da segurança pública, haja vista a alta taxa de violência nos garimpos. Por, comumente, estarem localizados em áreas de proteção ambiental, terras indígenas e/ou particulares, a maioria dos garimpos a que a região exporta trabalhadores são ilegais.

## Os lagos
Em um raio de menos de 20km estão situadas as cidades de Lago da Pedra, Lago do Junco e Lago dos Rodrigues. As três cidades carregam traços e peculiaridades bem comuns entre si. Lago do Junco é a cidade mais central dentre as três, ficando Lago da Pedra a uma distância de 9,45km a oeste, enquanto que Lago dos Rodrigues está a 9km a leste. Ou seja, em um raio de 18,45km as três cidades formam um conglomerado de aproximadamente 70 mil habitantes com forte tendência à conurbação, daí explica-se o rápido e ascendente crescimento do comércio e indústria (principalmente extrativista) locais.

## Migrantes ou Imigrantes?
Apesar de chamada de Imigrantes, a região, na verdade é formada por grande parte de migrantes de outros estados Nordeste do país, especialmente Ceará e Piauí. Em função das Grandes Secas que castigaram esses estados em diferentes épocas do século XIX, a região recebeu um grande contingente de migrantes que fugiam da seca. Em lombos de jumentos, carroças ou em carros tipo pau-de-arara, a população chegava cada vez em maior quantidade e se estabelecia na região em busca de terras férteis para a agricultura e pecuária. Com o passar dos anos, a pecuária leiteira da região tornou-se uma das maiores do Maranhão e a agricultura o principal meio de sobrevivência de famílias da zona rural dos municípios que compõem a região.

## A zona rural
A zona rural dos municípios da Região de Planejamento dos Imigrantes é bastante habitada, possuindo povoados e distritos densamente povoados, alguns chegando a ser maiores que algumas cidades do interior do Maranhão. A zona rural tem forte aptidão para a agricultura, pecuária e extrativismo vegetal.
Em Lago da Pedra, os povoados de Três Lagos, Santa Tereza e Sindôr I são os mais habitados. Os três tem forte aptidão para a agropecuária, com exceção de Santa Tereza que tem um setor de serviços forte e diversificado.
A zona rural de Lago do Junco se destaca pelo extrativismo vegetal. A cidade é a pioneira no Brasil a implantar uma lei municipal para proteção da Mata dos Cocais. A Lei Babaçu livre proíbe a derrubada das palmeiras de babaçu existentes no município e garante o livre acesso das quebradeiras de coco às fazendas para a colheita do coco. Os maiores povoados do municípios são: Abelha, Riachão, Ludovico e Pau Santo.
Em Lago dos Rodrigues, os maiores povoados são: Barraquinha e São João da Mata. O primeiro se destaca por ser o maior polo produtor de abacaxi da região. O segundo por ser um dos maiores produtores de cana-de-açúcar da região central do Estado.
Paulo Ramos tem como maiores povoados: Bela Vista, Cassiano de Freitas, Nova Olinda e Jejuí.
Em Marajá do Sena, os maiores povoados são: Anjico, Porto do Caititu e Xupé.
Em Lagoa Grande do Maranhão os principais povoados são: Sumaúma, Lagoa do Encontro, Estrela e Lagoa Nova.

## O agroextrativismo na região
O agroextrativismo na região começou com a aprovação, pelo poder Legislativo do município de Lago do Junco, da Lei Municipal Babaçu Livre que proibiu a derrubada das palmeiras de babaçu existentes no município e garantiu o livre acesso das quebradeiras de coco às fazendas, acesso esse que, por décadas, foi motivo de litígio entre o movimento das quebradeiras de coco e os grandes fazendeiros da região.
Depois de assegurado seus direitos no que diz respeito à colheita do babaçu, as quebradeiras se uniram e formaram a AMTR – Associação das Mulheres Trabalhadoras Rurais de Lago do Junco e Lago dos Rodrigues. Depois de fundarem a associação, as quebradeiras de coco queriam mais: agregar valor ao seu único produto (a amêndoa do babaçu). Com o associativismo, veio a necessidade de conhecimento e capacitação. Como fruto do árduo trabalho e persistência, é inaugurada no povoado Ludovico, em Lago do Junco, a COPPALJ – Cooperativa dos Pequenos Produtores Agroextrativistas de Lago do Junco. Com a indústria, as quebradeiras passaram a industrializar toda a amêndoa que, até então, era tão somente beneficiada de forma bruta. Com os novos equipamentos que conseguiram, passaram a extrair o óleo da amêndoa e a fabricar produtos, dentre eles o sabonete. Hoje, o óleo produzido em Ludovico é exportado principalmente para indústrias de produtos de beleza dos Estados Unidos e Europa.
Além da COPPALJ e AMTR, em 2007 foi fundada a AJR – Associação de Jovens Rurais de Lago do Junco e Lago dos Rodrigues – MA, também com sede no povoado Ludovico, como forma de incentivar e buscar captação para a mão de obra jovem residente na zona rural desses municípios.
Em relação ao ensino agrícola, no povoado Pau Santo (Lago do Junco) está localizada a Escola Família Agrícola por Alternância Manoel Monteiro, uma referência regional de ensino em comunidades de zona rural.

## Educação
Na educação, a região conta com um campus da Universidade Estadual do Maranhão. É o CESLAP - Centro de Estudos Superiores de Lago da Pedra, implantado naquele município.
Além dessa grande instituição, existe nessa região outra grande instituição de grande renome, o Colégio São Francisco de Assis-CSFA. Essa escola é lagopedrense, porém atende alunos de várias cidade vizinhas, o CSFA além de ensinar à lagopedrenses, atende também alunos de outras cidades como Paulo Ramos (Maranhão), Lago do Junco, Lago dos Rodrigues e outros. É uma escola bastante tradicional com mais de 40 anos de história  ( desde 1976), que vem proporcionando aos jovens daquela região o melhor, é conhecida por ter altos índices  de sua educação, e também por ter uma alta aprovação de jovens em grandes faculdades. É uma escola filantrópica, administrada pela igreja católica, que tem suas bases e princípios na mesma. Sua criação veio por meio de uma doação de um casal alemão, Teodoro e Margareth Lameck, que junto com Frei Godofredo ( fundador da escola) trouxe a Lago da pedra e região uma  escola bastante compromissaa com a educação de jovens e crianças. Atual na educação infantil, fundamental e ensino médio, atuando também em curso de técnico  enfermagem.